# Desa Tegalrejo (administrativ by i Indonesien, Jawa Tengah, lat -6,90, long 109,65)
Desa Tegalrejo är en administrativ by i Indonesien.   Den ligger i provinsen Jawa Tengah, i den västra delen av landet, 300 km öster om huvudstaden Jakarta.